# Wilhelm Balthasar
Wilhelm Balthasar, né le 2 février 1914 à Fulda en Hesse-Cassel et mort le 3 juillet 1941 à Saint-Omer (Pas-de-Calais), est un pilote de chasse allemand durant la guerre d'Espagne et pendant Seconde Guerre mondiale. Il effectua 465 missions en Espagne et 300 autres de 1939 à 1941, au cours desquelles il remporta au total 47 victoires aériennes, l'un des meilleurs scores de l'époque.

## Biographie
Wilhelm Balthasar est né à Fulda en Hesse-Cassel. Son père, le Hauptmann August Balthasar, est mort au combat le 14 octobre 1914 durant la Grande Guerre sur le Front de l'Ouest. Wilhelm a servi dans la Reichswehr comme officier d'artillerie à partir de 1933, jusqu'à son transfert à la Luftwaffe en 1935. En novembre 1936, il se porte volontaire pour rejoindre la Légion Condor pour servir en Espagne, d'abord comme pilote de reconnaissance, puis dans le groupe de chasse Jagdgruppe J/88 (de).
Volant au sein de l'escadrille n°1 (ou 1./J.88), il revendiqua sa première victoire en combat aérien contre un Polikarpov I-16 le 20 janvier 1937, bien qu'il subsiste un doute sur la confirmation de ce succès. Son second suivra un an jour pour jour contre le même type d'appareil. Le 7 février 1938 en pleine bataille d'Alfambra, Balthasar réalisa un petit exploit en descendant quatre SB-2 en quelques minutes près de Calamocha,.
Il rentra en Allemagne le 23 mars 1938 et effectue un périple à travers l'Afrique à bord d'un bimoteur qui s'étala du 16 janvier au 7 mars 1939, accompagné de son mécanicien l'Unteroffizier Anhäuser et de l'Oberleutnant Rolf Kaldrack.
Au début de la Seconde Guerre mondiale, il est promu Staffelkapitän de la 1./JG 1 et prit part à l'invasion de la Pologne puis à quelques sorties ici et là les mois suivants, jusqu'à la Bataille de France proprement dite déclenchée le 10 mai 1940. C'est lors de cette dernière que Balthasar se fait un nom, en tirant pas moins de 23 chasseurs alliés (12 français,  11 britanniques) du 11 mai au 13 juin, le meilleur score allemand de cette bataille, en plus de 13 appareils détruits au sol. Le 14 juin, il recevra pour ses faits d'armes la Croix de chevalier.
Le 5 juillet, le I./JG 1 est renommé III./JG 27. Le 1er septembre 1940, Balthasar est promu cette fois Gruppenkommandeur du III./JG 3 et trois jours plus tard, il descend un Spitfire du 66 Squadron avant d'être lui-même blessé à la jambe au-dessus de Canterbury par un autre adversaire. Il reprendra du service deux semaines plus tard et ajoutera 6 succès supplémentaires jusqu'au 29 octobre. Cependant, l'as devra laisser son commandement le 11 novembre suivant au Hauptmann Walter Oesau pour retourner à l'hôpital afin de récupérer totalement de ses blessures.
Le 16 février 1941, le Hauptmann Balthasar prit la tête de la prestigieuse JG 2 « Richthofen ». Promu Major, il remporte sa première victoire avec sa nouvelle unité le 17 mai, et peut désormais de nouveau accumuler les succès. Il descendra au total 11 appareils anglais en 1941 (dont 9 en six jours) puis bénéficie d'une permission pour voir son fils nouveau-né. Il reçoit également les feuilles de chêne à sa croix de chevalier le 2 juillet 1941. Le lendemain cependant, il trouve la mort en combat aérien à bord de son Messerschmitt Bf 109 en tentant d'échapper au feu de plusieurs chasseurs britanniques ; il plongea au ras du sol, mais une aile de son appareil se rompit et l'appareil s'écrasa au Sud-Est de Saint-Omer. Il sera enterré selon ses volontés dans la même tombe que son père.